# Het negende uur (film)
Het negende uur is een Nederlandse film uit 2000 van Gerrard Verhage en is uitgebracht als telefilm bij de Evangelische Omroep. Het is gebaseerd op het boek Het negende uur van Pieter Nouwen. De film heeft als internationale titel The Ninth hour.

## Verhaal
Edward krijgt de kans van zijn leven om de Christus-partij in het beroemde stuk de Matthäus-Passion van Bach te gaan zingen. Hij ziet dit als een grote kans op roem, maar al gauw komt hij tot de ontdekking dat hij niet alle facetten beheerst om zijn zangpartij te volmaken. Het wordt een obsessie en Edward sluit zichzelf op, om aan zijn minpunten te werken. Uiteindelijk werkt hij ook nog aan zijn pijngrens, om zichzelf net als Christus op een kruis te spijkeren.

## Rolverdeling
| Acteur       | Personage        |
| ------------ | ---------------- |
| Bart Klever  | Edward Schneider |
| Has Drijver  | Jan              |
| Carla Hardy  | Miriam Wiegers   |
| Henri Garcin | Agincourt        |
| Caro Lenssen | Ellis Wiegers    |